# 平民十字軍
平民十字軍（People's Crusade）是參與第一次十字軍東征的一支軍隊，從1096年4月到10月間共維持了六個月左右，又稱為「農民十字軍」（Peasants' Crusade）或「貧民十字軍」（Paupers' Crusade）。這支由沃爾特·桑薩瓦爾與隱士彼得所率領的軍隊最終被基利傑阿爾斯蘭一世的塞爾柱軍隊所摧毀。

## 背景
教皇計畫讓十字軍在1096年8月15日出發，但在數個月之前，就有一群出乎意料農民和階級較低的騎士組織起來自行前往耶路撒冷。當時的農夫們在1096年之前好幾年便一直為乾旱、饑荒與瘟疫所苦，而有一部份人將十字軍看成是逃離這些災難的途徑。當時從1095年起發生的一連串如流星雨、極光、月蝕、彗星等其他事件中的天文異象被他們視作為神的祝福，因而激勵了他們的行動，或因此形成暴動，剛好也在克萊蒙特會議發生了一場。相信世界末日即將到來的千禧年主義在11世紀初在歐洲相當流行，讓當時的歐洲人們感受到耶穌將要復甦。大眾的反應是出乎意料的，教皇原本以為只有少數幾千位騎士會響應他的號召，但最後卻形成了多為未經訓練之戰士的四萬名十字軍，在這之中甚至還有婦女與小孩。
因為只騎著一匹驢子和穿著簡陋的衣服而出名的「亞眠的隱士彼得」是位天主教僧侶暨有力的演說家，也是這場行動的精神領袖。他積極在法國北部與法蘭德斯地區宣揚十字軍，宣稱自己是受到基督的指引（並有一封神聖的信來證明），而有一些他的追隨者認為是他才是真正提出組織十字軍這個想法的人。一般相信彼得的軍隊是由一群未受教育、不適任的農夫所組成，他們根本不清楚自己要去的地方，並把路上遇見的每個大小不一的城市當成是耶路撒冷，不過這種情形應該只出現在一部分人身上，因為前往耶路撒冷朝聖的傳統已經行之有年，所以歐洲人應該是對該城的位置與距離有一定的認知。然而他們大多未受戰鬥訓練，所以是由一些受過訓練的騎士來領導他們，例如像是之後成為編年史作家的「沙特爾的弗切爾」（Fulcher of Chartres）與沃爾特·桑薩瓦爾（或稱「貧窮的沃爾特」，雖然他沒有采邑與下屬，但仍有戰爭的經驗）。

## 沃爾特與法籍士兵

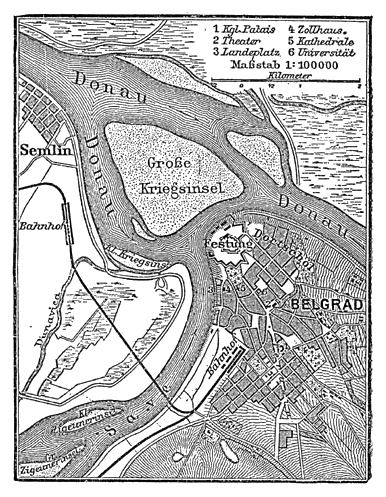
展示鄰近的澤蒙（Semlin）、薩瓦河與貝爾格勒的1888年地圖

隱士彼得在1096年4月12日將他的軍隊集結到科隆，計劃對日耳曼人佈道以號召到更多十字軍。然而法籍士兵們不願再等下去，有幾千名士兵便在沃爾特·桑薩瓦爾的率領下拋下彼得先行離去，於5月8日抵達匈牙利，之後在平安穿越匈牙利的情況下抵達在拜占庭帝國領土邊境貝爾格勒上的薩瓦河。貝爾格勒的指揮官對他們的突然到來感到不知所措，遂拒絕他們入境，而使得十字軍士兵去洗劫鄉間的食物。這最後導致他們與貝爾格勒駐軍發生衝突，此外沃爾特的16名部下試圖到薩瓦河對岸屬於匈牙利境內的澤蒙市集搶劫，結果被剝奪武裝與衣物掛在城堡牆上，令事態變得更糟。最後十字軍獲准繼續前往尼什，他們在那裡獲得了食物補給並等候來自君士坦丁堡的訊息。

## 科隆到君士坦丁堡
彼得與剩餘的士兵約在4月20日左右離開科隆。這近4萬名士兵直接離開了科隆，然而在他們離開後很快又形成了另一批人馬（參見日耳曼十字軍）。當他們抵達多瑙河時，部分士兵決定搭船沿著多瑙河順流而下，不過大部分的士兵還是走陸路，在索普朗進入匈牙利境內。之後大軍主體順利穿越匈牙利，並在拜占庭邊境附近的澤蒙與乘船的那組人馬重新會合。
在澤蒙，由於十字軍們看見沃爾特16名部下的武裝被掛在牆上而起了疑心，最後這份懷疑因為在市場上的鞋價爭執而被引爆成一場暴動，進而變成十字軍對該城的全面攻擊（可能是在違背隱士彼得意思的情況下的行動），造成了4000名匈牙利人喪生。後來十字軍在與貝爾格勒駐軍發生衝突後渡過薩瓦河抵達貝爾格勒，該城居民因而逃竄，十字軍則將該城洗劫一空後燒了貝爾格勒。之後經過7天的行軍，他們在7月3日抵達尼什。在那裡，尼什的指揮官承諾如果他們能立刻離開的話，他會派人護衛彼得的軍隊前往君士坦丁堡並提供食物。彼得接受了這份提議，並在隔天早上起兵離開。然而，軍隊中的一些日耳曼士兵與與路上的當地居民起了爭執而放火燒了磨坊，事態逐漸超出彼得的控制直到尼什派出所有駐軍對付他們。而當十字軍恢復控制繼續上路時，這支軍隊已經損失了四分之一的兵力（約10000人），而其殘兵在重新集結後往貝拉帕蘭卡前進。當他們在7月12日抵達索菲亞後，他們遇見了拜占庭的護衛隊，安全地將他們在8月1號帶到君士坦丁堡。

## 指揮體系崩潰
十字軍抵達君士坦丁堡後，對於這批不尋常且不被期待的士兵的處置感到為難的拜占庭皇帝阿歷克塞一世最後將他們在8月6日迅速地用船運過博斯普魯斯海峽。目前對於他將這批十字軍運往對岸時是否有妥善地告知他們可能會遭到土耳其人的屠殺，或是儘管他有警告但這些士兵還是堅持前往亞洲這點還有爭論。無論如何，唯一所知的是阿歷克塞一世警告隱士彼得不要與土耳其人交戰（因為他認為土耳其軍比隱士彼得的雜牌軍還要強大），先等候仍在路上的十字軍主力抵達。
彼得的軍隊與沃爾特·桑薩瓦爾麾下的法籍士兵和同時抵達的義大利十字軍匯合後，一到了亞洲，他們便開始洗劫城鎮並抵達尼科米底亞，而在那裡日耳曼、義大利士兵與法國士兵間爆發了衝突。日耳曼與義大利士兵宣布獨立並選出一個名為萊納德（Rainald）的義籍新領袖，而法籍士兵也改由喬弗利·布耶爾（Geoffrey Burel）指揮。隱士彼得至此失去了對這支十字軍的控制。
雖然阿歷克塞一世已經力勸隱士彼得等候主力到來，但彼得已經失去了大權，而這支軍隊互相激勵之下，更加大膽地行動去攻擊附近城鎮直到法籍士兵們來到了郊區遭到他們洗劫的土耳其重要據點——尼西亞的邊緣。至於6000名日耳曼士兵則行軍至瑟利格登並占據了這座城市以為己用，進一步洗劫該城周圍的鄉間。然而在基利傑阿爾斯蘭一世率領土耳其軍反攻之下，瑟利格登又被土耳其奪回。而在圍城期間，城裡的十字軍在水源被切斷後被迫飲用驢血和自己的尿來維生。一部分被俘虜的十字軍在改信伊斯蘭教後被送到了呼羅珊，至於拒絕改信的人則遭殺害。

## 戰鬥與結局
在平民十字軍主力的營地中，有兩名土耳其間諜散播謠言說攻下瑟利格登的日耳曼軍已經又攻下了尼西亞，使得他們興奮地要趕過去分一杯羹。然而，土耳其人早已埋伏在前往尼西亞的路上。而當他們得知發生在瑟利格登的真相後，他們立刻從興奮狀態陷入驚恐之中。隱士彼得遂返回君士坦丁堡安排援助，而大多數的領袖主張要等候他返回（但他卻從未返回）。然而，受到大眾支持的喬弗利·布耶爾主張等候援軍是懦弱的行為，他們應該立刻去對抗土耳其人。最後喬弗利的主張勝出，並在10月21日上午動員全部兩萬兵力前往尼西亞，只留下老弱婦孺在營地。
在營地3英里遠之處，道路開始延伸進德雷孔（Dracon）村附近一座狹窄、林木茂密的山谷中，而土耳其軍早已在那等候。當十字軍即將進入山谷時，他們的行軍隊伍立刻遭到箭雨襲擊而陷入混亂。他們在短時間中全陷入恐慌中，因而潰敗撤回營地。大部分的十字軍遭到屠殺，不過小孩與投降者被赦免未受到傷害。有數以千計的士兵嘗試反擊，但仍被打敗。而包含喬弗利·布耶爾在內的3000人則幸運躲到被遺棄的古堡之中。最後君士坦丁·悠弗比納斯·卡塔卡隆率領的拜占庭軍渡海而來，開始圍城戰，而平民十字軍殘存的幾千名士兵則撤回了君士坦丁堡。